# 容疑者Xの献身
『容疑者Xの献身』（ようぎしゃエックスのけんしん）は、東野圭吾の推理小説。ガリレオシリーズ第3弾。2003年から文芸誌『オール讀物』に連載され、2005年8月に文藝春秋より出版された。2008年8月には文春文庫より文庫化された。
第6回本格ミステリ大賞、第134回直木三十五賞受賞作。そして日本人として史上2度目となるエドガー賞候補となった（受賞は逃した）。また、国内の主要ミステリランキングである『本格ミステリ・ベスト10 2006年版』『このミステリーがすごい!2006』『2005年「週刊文春」ミステリベスト10』においてそれぞれ1位を獲得し、3冠と称された（のちに前出の2賞を取り、最終的に5冠となった）。
2008年にテレビドラマ『ガリレオ』の劇場版として映画化されており、2012年に韓国版、2017年に中国版、2023年にインド版としてそれぞれ映画化されているほか、舞台劇にもなっている。

## あらすじ
弁当屋で働く評判の美人、花岡靖子は一人娘の美里と仲良く暮らしていた。
ある日、2人が暮らすアパートへ靖子の元夫である富樫慎二が彼女たちの居場所を突き止め訪ねてくる。
どこへ引っ越してもまるで疫病神のように現れ、暴力を振るい金を無心する富樫を、靖子と美里は揉み合いの末に、誤って殺してしまう。
今後の成り行きを想像し、呆然とする母子に救いの手を差し伸べたのは、隣人の天才数学者・石神だった。
彼は自らの論理的思考に基づき、警察の捜査から逃れられるよう的確な指示を出す。
そして3月11日、旧江戸川で男性の遺体が発見される。
警察は証拠品から遺体を富樫と断定し、花岡母子に目をつけるが、2人の完璧すぎるアリバイの前に、捜査は難航する。
困り果てた草薙刑事が、いつものように友人の湯川に相談を持ちかけると、驚いたことに石神と湯川は大学時代の友人であった。
当初は傍観していた湯川だったが、やがて石神が犯行に深く関わっていることに気づき、独自に解明に乗り出していく。

## 登場人物
湯川学、および捜査一課の登場人物についてはガリレオシリーズ#登場人物を参照
石神哲哉（いしがみ てつや）
高校の数学教師。帝都大学理工学部数学科を卒業し、同大学大学院の修士課程を修了。丸顔で髪が薄く、老けて見える。湯川や草薙とは帝都大学の同期。花岡靖子と同じアパートの隣室に住んでいる。大学時代は「ダルマの石神」と呼ばれ、湯川に「天才」と言わしめるほどの数学の才能を持つ。数学の研究者になりたかったが、家庭の事情で博士課程への進学を諦めた。数学の面白さを理解できない高校生に数学を教えるだけの毎日にうんざりしていたが、1年前から密かに靖子に恋心を抱き、彼女が働く弁当屋「べんてん亭」で毎朝弁当を買っている。事件後、湯川が突然自宅を訪ねてきたことに驚くが、唯一認めることのできる存在である彼と久しぶりに話をする。
花岡靖子（はなおか やすこ）
若い頃は赤坂や錦糸町でホステスをしていたが、転職して「べんてん亭」の従業員になった三十半ばの黒目がちな美人。最初の結婚に失敗し、2度目の夫の富樫にも離婚後も付きまとわれ、住居を転々としていた。事件後、石神の助けで窮地を脱するが、彼からの思いがけない気持ちには戸惑いを隠せない。赤坂で働いていた頃からの友人で、自身も好意を抱いていた工藤と再会するが、自責の念から彼との関係に踏み出せずに悩む。いつも美里を巻き込み不幸にしてしまうことを申し訳なく思っている。
花岡美里（はなおか みさと）
靖子の最初の夫との一人娘。中学校ではバドミントン部に所属している。明るく優しい少女だが、怒りのあまり富樫を殴ってしまい、事件に関わることになる。そのため、靖子は石神の助けを受ける。自身と母を助けてくれる石神の気持ちに気づいており、母と工藤の仲を良く思っていない。
富樫慎二（とがし しんじ）
靖子の2度目の夫で、美里とは血縁関係がない。昔は高級外車のセールスマンで、その頃は羽振りも良く紳士的だったが、会社の金を使い込んだことが原因で解雇された後、本性を現す。仕事もせずに遊び歩き、妻子に暴力を振るっては金を巻き上げていた。離婚後も靖子につきまとい、再就職したと嘘をついて復縁を迫っていた。
工藤邦明（くどう くにあき）
靖子がホステス時代に勤めていた店「まりあん」の常連客で、印刷会社を経営している男性。一人息子がおり、妻はすでに亡くなっている。昔から靖子に好意を持っており、富樫との離婚についても力になってくれた。当時は自身も既婚者だったため靖子とは恋愛関係にならず、彼女が店を辞めた後は連絡が途絶えていたが、富樫の事件を知り、靖子を心配して「べんてん亭」を訪れ、数年ぶりに再会する。元夫の事件で傷ついた彼女を励まし、美里とも親しくなろうとする。
缶男
河川敷で暮らすホームレスで、毎日大量の缶を潰していることから石神は心の中で缶男と呼んでいる。付近のホームレスの中では古株で、この一帯のホームレス事情に詳しい。
技師
河川敷で暮らすホームレス。工業系の雑誌を読んでいることから石神は技師と名付けていた。河川敷に来て日が浅く、再就職先を探している様子。

## 本作をめぐる「本格」論争
2005年末、『容疑者Xの献身』が「本格ミステリ」として評価され、同年の『本格ミステリ・ベスト10』にて1位を獲得したことに、推理作家の二階堂黎人が疑問を呈したことに始まる問題。
二階堂の主張は、「『容疑者Xの献身』は、作者が推理の手がかりを意図的に伏せて書いており、本格推理小説としての条件を完全には満たしていない（そのため、『本格ミステリ・ベスト10』の1位にふさわしくない）」というものであった。このことに関して二階堂のウェブサイトや『ミステリマガジン』誌上などに多くの作家や評論家が意見を寄せた。
最終的には北村薫や鯨統一郎などの多くが「『容疑者Xの献身』は本格である」という立場につき、2006年5月に同作品が第6回本格ミステリ大賞を受賞したこともあり、現在では二階堂の意見は否定された形で議論が収束している。
作者の東野圭吾本人は、一貫して「本格であるか否かは、読者一人一人が判断することである」というスタンスを取っている。

## 受賞・候補歴
- 2006年 - 第134回直木三十五賞受賞[5]・第6回本格ミステリ大賞（小説部門）受賞[5]・第3回本屋大賞4位[1]
- 2012年 - エドガー賞最優秀小説賞候補[6]

## 書誌情報
- 単行本：2005年8月30日[7]、文藝春秋 ISBN 4-16-323860-3
- 文庫本：2008年8月10日[8]、文春文庫 ISBN 4-16-711012-1
  - 初出：『オール讀物』2003年6月号 - 2004年6月号、2004年8月号 - 2005年1月号
  - 連載時のタイトルは『容疑者X』。単行本化の際に改題された[9]。

## 映画

### 映画（日本版）
ガリレオシリーズの短編『探偵ガリレオ』『予知夢』を原作としたテレビドラマ『ガリレオ』の劇場版として本作を同ドラマのキャスト・スタッフにより映画化。2008年10月4日に公開された。
月9枠のドラマの映画化は『西遊記』『HERO』に続き3作目となる。2008年初旬に撮入し、映画公開初日には、フジテレビ系で『ガリレオΦ』が放送された。
福山雅治にとって『ほんの5g』以来20年ぶりの本格的な映画出演になり、初の主演映画である。また、本作の上映に先駆けて、10月1日に福山の出身地である長崎市に開館した映画館「TOHOシネマズ長崎」のこけら落としとして本作が先行上映され、柴咲とともに舞台挨拶を行った。
なお、翌2009年に死去した伊藤隆大の遺作である。
基本的なストーリーは原作に沿ったものとなっているが、所々で独自要素が組み込まれている。また、ドラマの劇場版という位置づけながらもドラマからのオリジナルキャラクターの出番が少なく、石神と花岡が話の軸となっている。湯川が数式を書いて推理を整理するシーンがないといったドラマのパターンを踏襲しない展開を見せている。また原作との相違点として湯川と石神が雪山に登るというものがあり、足を滑らせた湯川が窮地に陥るという演出がされている。
公開直前の2008年9月28日にTOKYO FM他JFN加盟局全38局で放送された『福山雅治のTalking F.M.』に制作のフジテレビおよびFNS27局の女性アナウンサー28人が、本作品のプロモーションとして女子アナならぬ助手アナとして出演した。
2009年12月29日に『ガリレオΦ』と連動し「二夜連続ガリレオスペシャル」と銘打って、地上波で初放送された（視聴率17.3%）。2022年9月24日には、フジテレビ系列にて『沈黙のパレード』映画公開記念でノーカットで地上波で放送された。

#### キャスト（日本版）
- 湯川学：福山雅治
- 内海薫：柴咲コウ
- 草薙俊平：北村一輝
- 栗林宏美：渡辺いっけい
- 弓削志郎：品川祐
- 城ノ内桜子：真矢みき
- 工藤邦明：ダンカン
- 富樫慎二：長塚圭史
- 花岡美里：金澤美穂
- 村瀬健介：林剛史
- 小淵沢隆史：福井博章
- 森英太：伊藤隆大
- 渡辺美雪：高山都
- 谷口紗江子：葵
- 平原瑤子：小松彩夏
- ｢扇屋｣の女将：福井裕子
- ホームレス：鈴木卓爾
- 草野球の監督：リリー・フランキー（友情出演）
- 八木亜希子：八木亜希子
- 有薗文雄：石坂浩二（特別出演）
- 葛城修二郎：益岡徹
- 柿本純一：林泰文
- 花岡靖子：松雪泰子
- 石神哲哉：堤真一
- 青木一、東根作寿英、三浦誠己、松本寛也、栩原楽人、樋口浩二、森岡龍、天田益男、ささの翔太、桐本琢也

#### スタッフ（日本版）
- 監督：西谷弘
- 脚本：福田靖
- 音楽：福山雅治、菅野祐悟
- 主題歌：KOH+「最愛」（作詞・作曲:福山雅治/編曲:福山雅治、井上鑑） （NAYUTAWAVE RECORDS）
- 劇中歌：福山雅治「99」（作曲:福山雅治/編曲:福山雅治、井上鑑） （UNIVERSAL J）
- 製作：亀山千広
- 企画：大多亮
- エグゼクティブプロデューサー：清水賢治、畠中達郎、細野義朗
- プロデュース：鈴木吉弘、臼井裕詞
- プロデューサー：牧野正、和田倉和利
- プロデューサー補：大西洋志、菊地裕幸
- 撮影：山本英夫
- 照明：小野晃
- 美術：部谷京子
- 整音：瀬川徹夫
- 録音：藤丸和徳
- 音響効果：大河原将
- 編集：山本正明
- 監督補：池上純哉
- 助監督：村上秀晃
- 製作委員会：フジテレビジョン、アミューズ、SDP、FNS27社
- 制作プロダクション：シネバザール
- 映像制作：東宝映像美術
- 配給：東宝

#### 受賞
- 第33回報知映画賞
  - 最優秀主演男優賞（堤真一）
- 第32回日本アカデミー賞[12]
  - 優秀作品賞
  - 優秀助演男優賞（堤真一）
  - 優秀助演女優賞（松雪泰子）
  - 話題賞（作品部門）[13]

#### Blu-ray・DVD
- 【Blu-ray】容疑者Ｘの献身 ブルーレイディスク、発売日：2009年3月18日
- 【DVD】容疑者Ｘの献身 スペシャル・エディション、発売日：2009年3月18日
- 【DVD】容疑者Ｘの献身 スタンダード・エディション、発売日：2009年3月18日

#### テレビ放映
| 回数 | 放送日               | 放送時間      | 放送局     | 備考                         |
| ---- | -------------------- | ------------- | ---------- | ---------------------------- |
| 1    | 2009年12月29日（火） | 21:00 - 23:38 | フジテレビ | [初]（28分拡大）             |
| 2    | 2011年1月8日（土）   | 21:00 - 23:30 | フジテレビ | 20分拡大                     |
| 3    | 2011年12月27日（火） | 21:00 - 23:23 | フジテレビ | 13分拡大                     |
| 4    | 2013年7月6日（土）   | 21:00 - 23:25 | フジテレビ | 15分拡大                     |
| 5    | 2013年8月11日（日）  | 19:00 - 21:55 | BSフジ     |                              |
| 6    | 2014年6月14日（土）  | 21:00 - 23:20 | フジテレビ | 10分拡大                     |
| 7    | 2016年3月19日（土）  | 21:00 - 23:20 | フジテレビ | 10分拡大                     |
| 8    | 2017年4月9日（日）   | 21:00 - 23:25 | BSフジ     | 30分拡大                     |
| 9    | 2017年7月1日（土）   | 15:00 - 17:25 | BSフジ     |                              |
| 10   | 2022年9月24日（土）  | 21:00 - 23:25 | フジテレビ | 映画”沈黙のパレード”公開記念 |
| 11   | 2024年3月23日（土）  | 21:00 - 23:25 | フジテレビ | 15分拡大                     |

### 映画（韓国版）
2012年に公開された韓国のミステリー映画である。

#### あらすじ（韓国版）
11月9日。ソウルの大河・漢江（ハンガン）の河川敷で男の惨殺体が発見された。顔は歯型も取れないほど潰され、指紋も消されていたが、宿泊先の宿の鍵などの遺留品から大田（テジョン）在住の前科者キム・チョルミンと判明した。
キムの別れた妻ファソンが住むソウルのアパートを訪ねるチョ刑事。9日は同居する姪のユナと映画を観に行ったと証言するファソン。隣室も訪問し、住人が高校時代の同級生キム ・ソッコだと気づくチョ刑事。ソッコは数学の天才で、高校時代から「ゴールドバッハの予想」という数学上の難問に取り組んでいた。しかし、人付き合いもせずに難問に入れ込み続けた結果、ソッコは天才でありながら、高校で教える孤独で無名な数学教師となっていた。
亡くなった姉夫婦の娘のユナを育てながら、弁当屋で働くファソンを容疑者としてマークするチョ刑事。だが、ファソンの9日のアリバイは完璧で嘘発見器もクリアした。実は、アパートに押しかけ暴力をふるったキムを、ファソンとユナが殺した事実を知っているソッコ。事件の晩にソッコは自首しようとしたファソンを引き止め、協力を申し出たのだった。
ソッコの指示に従って、チョ刑事の追求をかわし続けるファソン。ソッコは叔母が好きだから助けてくれるのだと好意的に受け止めるユナ。だが、ファソンが男前なナム社長と親しげに会う姿を目撃するソッコ。ナム社長は大田（テジョン）でファソンが世話になり、互いに好意を持っている相手だった。嫉妬し、ストーカーと化すソッコ。
ソッコがファソンを好いている事を知り、高校に出向いてソッコが事件の前後に授業を午前中だけ休んだ事実を知るチョ刑事。惨殺体がキムでない可能性に気づいたチョ刑事は、ソッコの通勤ルートで野宿するホームレスである可能性に行き着いた。
ソッコがナム社長を脅したと知り、怒ってソッコの部屋に押しかけるファソン。どうせ体が目当てだろうと服を脱ぎ、泣き叫ぶファソンを静かに自室に返すソッコ。
自分の存在がファソンを苦しめた事で、終りを悟ったソッコは、わざとナム社長を襲って逮捕された。取り調べで異常者のストーカーを演じ、ファソンのことは何でも知っている。キムが元妻に会う前に捕えて殺したと自白するソッコ。
ファソンにソッコから託された手紙を届け、自分の推理を語るチョ刑事。キムがアパートに押しかけ殺されたのは、9日ではなく8日だった。ソッコは9日に無実のホームレスを殺してキムに見せかけ、キム本人の死体は得意のフリーダイビングで深い湖の底に隠したのだった。
ソッコからの手紙を読むファソン。半年前、解けない難問に行き詰まったソッコは首つり自殺を図ったが、引っ越しの挨拶に来たファソンとナムのチャイムに救われた。以來、ソッコは隣室の明るいファソンたちを生きる糧としていたのだ。ソッコの無償の愛に気づき、護送車に取りすがって謝るファソン。走り去る護送車の中で泣き崩れたソッコは、それでも満足げな表情を浮かべた。

#### キャスト（韓国版）
- ソクゴ：リュ・スンボム
- ファソン：イ・ヨウォン（花岡靖子に相当?）
- ミンボム：チョ・ジヌン
- サンジュン：キム・ユンソン
- チョル・ミン：グァクミンホ
- ユナ：キム・ボラ
- テウ：イ・ソクジュン
- ジョンスク：イム・ソンミン
- チーム長：グォン・ヘヒョ
- 課長：ナム・ムンチョル
- 捜査チーム1：バク・ヒョンス
- 捜査チーム2：ナム・ヨンオ
- マダム：キム・ジュリョン
- ソクゴの班長：キム・ガウン
- ソクゴの学生1：ベク・スンド
- 小胞体医師：バク・ジョンピョ
- 真性宿主：ミョン・ギェナム（友情出演）
- 嘘発見器捜査官：ソン・ヨンチャン（友情出演）
- ダイビングマスター：チェ・ヨンイン（友情出演）

### 映画（中国版）
2017年に公開の中国のミステリー映画である。日本未公開。

#### キャスト（中国版）
- 唐川（タン・チアン）（湯川学に相当）：王凱（ワン・カイ）（少年期：侯明昊（ネオ・ホ））
- 石泓（ス・ホン）（石神哲哉に相当）：張魯一（エドワード・チャン）（少年期：焉栩嘉（イェン・シュジャ））
- 呉大慶（ウ・ダチン）：任熙青（レン・シチン）
- 陳婧（チェン・ジン）（花岡靖子に相当）：林心如

### 映画（インド版）
2023年に配信のインドのミステリー映画である。

#### キャスト（インド版）
- Maya D'Souza：カリーナ・カプール
- Naru' Naren Vyas：ジャイディープ・アロワット
- Karan Anand：ビジャイ・バルマ
- Ajit Mhatre：サウラブ・サチデバ
- Sundar Singh：カルマ・タカパ
- Tara D'Souza：ナイシャ・カンナ
- Prema Kami：リン・ライスラム

## 舞台

### 演劇集団キャラメルボックス 版
2009年に演劇集団キャラメルボックスによって舞台化された。脚本・演出を成井豊が手がけた。4月18日から4月26日に新神戸オリエンタル劇場で、4月30日から5月24日にサンシャイン劇場で上演された。翌2010年には、成井豊脚本のままで上海の現地製作会社が『嫌疑人X的献身』のタイトルで2週間上演した。
2012年には同劇団で再演された。5月12日から6月3日にサンシャイン劇場（東京・池袋公演）で、6月7日から6月12日にシアター・ドラマシティ（大阪公演）で、6月15日・６月16日にシアター1010（東京・北千住公演）で上演された。脚本は初演に引き続き成井豊が担当し、演出は成井豊と真柴あずきが手がけている。

#### 出演（2009年・2012年）
- 湯川学：岡田達也（2009年版・2012年版）
- 石神哲哉：西川浩幸（2009年版）・近江谷太朗[注 5]（2012年版）
- 草薙俊平：斎藤歩（2009年版）・小林正寛（2012年版）
- 間宮刑事：川原和久（2009年版・2012年版）
- 花岡靖子：西牟田恵（2009年版・2012年版）
- 米沢小代子：大森美紀子（2009年版）・坂口理恵（2012年版）
- 金子芹香/山辺曜子：前田綾（2009年版・2012年版）
- 工藤邦明：三浦剛（2009年版・2012年版）
- 岸谷由紀夫：筒井俊作（2009年版・2012年版）
- 花岡美里：実川貴美子（2009年版・2012年版）
- 富樫慎二/学生：石原善暢（2009年版・2012年版）
- ホームレス：小林春世、市川草太、鈴木秀明（2012年版）

### 劇団変形日和 版
2015年に劇団変形日和によって舞台化された。脚本は演劇集団キャラメルボックス版と同様に成井豊のものを使用した。演出は劇団変形日和の鈴木勝明と、演出補佐として北山和泉が担当。9月9日から9月14日に阿佐ヶ谷シアターシャインで上演された。

#### 出演（2015年）
- 鈴木勝明（劇団変形日和）
- 大山大仙（朝寝る起きる）
- 山室拓
- 石田泰弘（チームアルカディア）
- 海本博章
- 藤哲平
- 中神健
- 齋藤久恵
- 蒼井こころ
- 西澤香夏
- 北山和泉

### 演劇集団 笹塚放課後クラブ 版
2016年に演劇集団 笹塚放課後クラブによって舞台化された。脚本・演出を亜南博士が手がけた。9月29日から10月2日にザ・ポケットで上演された。

#### 出演（2016年）
一部ダブルキャスト。
- 佐藤太
- 高岡季里子
- 日笠圭
- 木村岳人
- 田中香子（A）/寺井清隆（B）
- 藤沢優衣（A）/吉野千暁（B）
- 赤沼正一
- 田中紀久子
- 田中久也
- 武井信雄
- 針ケ谷修
- 高田尚子
- 名波大樹（A）/伊藤博記（B）
- 藤井玲成
- 相川佑輝
- 平野未央

### NAPPOS UNITEDプロデュース 版
2021年にNAPPOS UNITEDの主催によって舞台化された。脚本・演出とも演劇集団キャラメルボックス版と同様に9年ぶりに成井豊が手がける。当初は2020年5月・6月に公演が予定されていたが、新型コロナウイルスの影響で延期になり、5月28日から5月30日にシアター1010で、7月10日から7月11日に兵庫県立芸術文化センター阪急中ホールで上演された。

#### 出演（2021年）
一部ダブルキャスト。
- 石神哲哉：筒井俊作
- 湯川学：多田直人
- 花岡靖子：渡邊安理
- 花岡美里：木村玲衣
- 間宮刑事：大内厚雄
- 草薙俊平：永島敬三
- 富樫慎二/工藤邦明：オレノグラフィティ
- 米沢小代子：岡田さつき
- 岸谷由紀夫：矢野聖
- 生田麻里菜（A）/山本沙羅（B）

### 学生劇団
学生劇団の公演も行われている。神戸大学演劇部自由劇場の第190回公演として2014年12月12から14日に神戸アートビレッジセンターで上演された。脚本は演劇集団キャラメルボックス版と同様に成井豊のものを使用している。